# Maruja Vieira
Maruja Vieira (* 25. Dezember 1922 in Manizales, Kolumbien; † 28. Oktober 2023 in Bogotá) war eine kolumbianische Dichterin und Journalistin. 
Neben ihrer langjährigen schriftstellerischen und lyrischen Tätigkeit unterrichtete Vieira Literatur, Kulturjournalismus und Öffentlichkeitsarbeit an verschiedenen Universitäten Kolumbiens (u. a. an der kolumbianischen Universidad Central und der Universidad de la Sabana in Bogotá).
Vieira war Mitglied der Academia Colombiana de la Lengua und der Schriftstellervereinigung P.E.N. Ihre Gedichtbände wurden in mehrere Sprachen übersetzt und ihr Werk u. a. mit dem Orden Gabriela Mistral der Republik Chile, 2004 mit dem Preis der Fundación Mujeres de Éxito und 2012 mit dem Vida y Obra-Preis des Kolumbianischen Kulturministeriums ausgezeichnet.